# Bataille de Bouzegza
Guerre d'Algérie
Batailles
- Toussaint rouge
- Opération Eckhmül
- Opération Aloès
- Opération Véronique (en)
- Opération Violette
- Massacres d'août 1955 dans le Constantinois
- Opération Timgad
- Bataille d'El Djorf
- Opération Oiseau bleu
- Embuscade de Palestro
- Bataille d'Alger
- Bataille de Bouzegza
- Bleuite
- Bataille de Timimoun
- Bataille des Frontières
- Combat du Fedj Zezoua
- Coup d'État du 13 mai 1958
- Opération Résurrection
- Opération Couronne
- Opération Brumaire
- Plan Challe
- Opération Jumelles
- Semaine des barricades
- Manifestations de décembre 1960
- Putsch des généraux

- Bataille de Bab El Oued
- Fusillade de la rue d'Isly
- Massacre d'Oran

La bataille de Bouzegza s'est déroulée pendant la guerre d'Algérie, dans la région berbérophone du massif d'Adrar Azegzaw (Djebel Bouzegza), à l’extrème-est de la Mitidja, en Algérie.  
Le 4-12 août 1957, le commando Ali Khodja de l'Armée de libération nationale (ALN), renforcé d'unités locales, affronte les unités de l'Armée française, commandées par plusieurs généraux, dont Jacques Massu.

## Contexte
Selon les rapports français, la bataille fait suite à une embuscade, conduite fin juillet 1957, près de Médéa, contre une section du 1er régiment étranger de parachutistes, qui leur coûte 14 soldats tués, et 8 blessés. Selon les Algériens, la cause est la capture de l'infirmier de l'unité locale de Palestro, commandée par Si Boualem, pendant une action de guérilla. Le prisonnier aurait donné le nom de Bouzegza aux Français, sachant que son unité n'y était pas, et ignorant la présence en ce lieu du commando Ali Khodja.

### Le combat du 4 août
Malgré le nombre de ses soldats, et les moyens considérables qu'elle met en œuvre, l'armée française subit un lourd échec le 4 août. Le 2e escadron du 2e Régiment de Dragons, confondant le commando Khodja avec des soldats français,, perd de nombreux hommes.
Le commandant Azzedine déclare en 2009 qu'un article du quotidien Le Monde, paru le lendemain de cet événement, fait état de pertes françaises de l'ordre de 600 morts, les combattants de la Wilaya IV déplorant selon lui, seulement quelques blessés. L'article du Monde en question, citant les autorités militaires françaises, mentionne en fait 21 tués et 18 blessés français. Selon l'historique du 2e dragons, les pertes sont de 29 tués, 12 blessés et 2 disparus.
Le commando n'aurait, selon le FLN, déploré qu'un seul blessé, les rebelles tués par l'armée française étant des moussebiline locaux et des civils.

### L'épisode du 8 août
Le 8 août, le commando, revenu au même endroit, échappe au bouclage français.

### Nouveau bouclage français les 11 et 12 août
Le commando Khodja a été rejoint par d'autres unités. Les soldats de l'ALN sont durement attaquées le 12 par des parachutistes du 2e RPC et du 1er REP, les Français récupérant à cette occasion une partie des armes capturées par les rebelles. D'après le commandant Azzedine, les ferkas sous les ordres de Si Boualem sont pratiquement décimées, tandis que le commando perd une dizaine d'hommes. Grâce à ses réseaux d'information, et sa connaissance du terrain, le commando Ali Khodja, parvient à se dégager et à se replier avec le moins dégâts possibles (selon le commandant Azzedine : quelques tués et une dizaine de blessés au sein du commando).

## Bilan
Le commandant Azzedine dans une interview accordée à El Watan, donne a posteriori un bilan de 600 morts, blessés et disparus côté français. Pour Benjamin Stora ce bilan est exagéré, mais la bataille de Bouzegza reste un succès indéniable pour l'ALN et les pertes françaises sont nombreuses; de même que les pertes infligées par les parachutistes aux indépendantistes quelques jours plus tard sont également significatives.